# Adonisea camina
Adonisea camina là một loài bướm đêm trong họ Noctuidae.